# 筑後郵便局
筑後郵便局（ちくごゆうびんきょく）は福岡県筑後市にある郵便局。民営化前の分類では集配普通郵便局であった。

## 概要
住所：〒833-8799 福岡県筑後市山ノ井779

## 沿革
- 1873年（明治6年）9月15日 - 羽犬塚（はいぬづか）郵便取扱所として開設[1]。
- 1875年（明治8年）1月1日 - 羽犬塚郵便局（五等）となる。
- 1885年（明治18年） - 貯金取扱を開始。
- 1891年（明治24年）12月1日 - 為替取扱を開始。
- 1897年（明治30年）2月16日 - 羽犬塚郵便電信局となる。
- 1903年（明治36年）4月1日 - 通信官署官制の施行に伴い羽犬塚郵便局となる。
- 1949年（昭和24年）3月1日 - 特定郵便局から普通郵便局に局種別改定[2]。
- 1952年（昭和27年）6月1日 - 富久簡易郵便局の廃止に伴い、取扱事務を承継[3]。
- 1954年（昭和29年）5月11日 - 筑後郵便局に改称。
- 1955年（昭和30年）5月16日 - 船小屋郵便局から集配業務を移管。
- 1957年（昭和32年）3月 - 局舎新築落成。
- 1984年（昭和59年）10月 - 局舎新築。
- 1998年（平成10年）9月1日 - 外国通貨の両替および旅行小切手の売買に関する業務取扱を開始。
- 2007年（平成19年）10月1日 - 民営化に伴い、併設された郵便事業筑後支店に一部業務を移管。
- 2012年（平成24年）10月1日 - 日本郵便株式会社発足に伴い、郵便事業筑後支店を筑後郵便局に統合。

## 取扱内容
- 郵便、印紙、ゆうパック、内容証明
- 貯金、為替、振替、振込、国際送金、国債、投資信託
- 生命保険、バイク自賠責保険、自動車保険
- ゆうちょ銀行ATM
- 筑後市内の集配業務
- ゆうゆう窓口

## 周辺
- 筑後市役所
- 筑後警察署
- 筑後市消防本部
- 福岡県立八女高等学校
- 福岡県立八女工業高等学校
- サニー ちくご店
- 日清製粉 筑後工場
- ラサ工業 羽犬塚工場
- 国道442号
- 山ノ井川

## アクセス
- JR鹿児島本線 羽犬塚駅から東へ約500m（徒歩約6分）
- 西鉄バス 羽犬塚十字路停留所、堀川バス 羽犬塚四ツ角停留所下車
- 九州自動車道 八女ICから西へ約2km
- 国道209号沿い
- 駐車場あり：12台